# Neoraimondia
Neoraimondia är ett släkte av kaktusväxter. Neoraimondia ingår i familjen kaktusväxter.
Kladogram enligt Catalogue of Life:
| Neoraimondia | \| \| Neoraimondia arequipensis \| \| \| \| \| \| Neoraimondia herzogiana \| \| \| \| |
|              | \| \| Neoraimondia arequipensis \| \| \| \| \| \| Neoraimondia herzogiana \| \| \| \| |
|              | Neoraimondia arequipensis                                                             |
|              |                                                                                       |
|              | Neoraimondia herzogiana                                                               |
|              |                                                                                       |